# Cipangopaludina
Genre
Synonymes
- sous-genre Cipangopaludina (Ussuripaludina) Zatravkin & Bogatov, 1987[1]
- sous-genre Idiopoma (Cipangopaludina) Hannibal, 1912[1]
- genre Lecythoconcha Annandale, 1920[1]
- genre Ussuripaludina Zatravkin & Bogatov, 1987[1]

Cipangopaludina est un genre de mollusques gastéropodes de la famille des Viviparidae.

## Systématique
Le genre Cipangopaludina a été créé en 1912 par le paléontologue américain Harold Hannibal (d) (1889-1965).

## Liste des espèces
Selon World Register of Marine Species (10 juillet 2021) :
- Cipangopaludina ampullacea (Charpentier, 1863)
- Cipangopaludina annandalei Brandt, 1968
- † Cipangopaludina artemica Popova, 1964
- Cipangopaludina aubryana (Heude, 1890)
- † Cipangopaludina bohaiensis Youluo, 1978
- Cipangopaludina catayensis (Heude, 1890)
- Cipangopaludina chinensis (Gray in Griffith & Pidgeon, 1833)
- Cipangopaludina fluminalis (Heude, 1890)
- Cipangopaludina haasi Prashad, 1928
- Cipangopaludina hainanensis (Kobelt, 1909)
- † Cipangopaludina isikariensis (Suzuki, 1941)
- † Cipangopaludina jimboi (Suzuki, 1941)
- Cipangopaludina kurilensis Starobogatov, 1979
- † Cipangopaludina largia Maderni, 1990
- Cipangopaludina latissima (Dautzenberg & H. Fischer, 1906)
- Cipangopaludina lecythis (Benson, 1836)
- Cipangopaludina lecythoides (Benson, 1842)
- Cipangopaludina malleata (Reeve, 1863)
- Cipangopaludina menglaensis W.-Z. Zhang, Y.-F. Liu & Y.-X. Wang, 1981
- Cipangopaludina nagaensis (Preston, 1914)
- Cipangopaludina patris (Kobelt, 1909)
- † Cipangopaludina sorachiensis Oyama
- Cipangopaludina sujfunensis Moskvicheva, 1979
- Cipangopaludina ussuriensis (Gerstfeldt, 1859)
- Cipangopaludina ventricosa (Heude, 1890)
- Cipangopaludina wisseli (van Benthem Jutting, 1963)
- Cipangopaludina yunnanensis W.-Z. Zhang, Y.-F. Liu & Y.-X. Wang, 1981
- Cipangopaludina zejaensis Moskvicheva, 1979

## Publication originale
- (en) Harold Hannibal, « A Synopsis of the Recent and Tertiary Freshwater Mollusca of the Californian Province, Based upon an Ontogenetic Classification », Proceedings of the Malacological Society of London, Londres, Malacological Society of London et inconnu, vol. 10, no 3,‎ 1er octobre 1912, p. 167-211 (ISSN 0025-1194, OCLC 1909246, DOI 10.1093/OXFORDJOURNALS.MOLLUS.A063488, lire en ligne).